# كريستوفر بي. هوارد
كريستوفر بي. هوارد (بالإنجليزية: Christopher B. Howard)‏ هو ضابط أمريكي، ولد في 12 فبراير 1969.